# Jairo Brum
Jetro Jairo de Macedo Brum (Guaporé, 5 de fevereiro de 1921 — Brasília, 10 de julho de 1988) foi um político e advogado
brasileiro.
Brum graduou-se em ciências jurídicas e sociais pela Faculdade de Direito da Universidade Federal do Rio Grande do Sul em 1947. Foi prefeito de Guaporé entre 1951 e 1955, e deputado estadual, pelo PTB, durante a 39ª e 40ª Legislaturas da Assembleia Legislativa do Rio Grande do Sul, de 1955 a 1963. Entre 1963 a 1983, foi deputado federal.